# Brian Damage
Brian Keats, detto Brian Damage (Brooklyn, 11 febbraio 1963 – New York, 12 gennaio 2010), è stato un batterista statunitense.

## Biografia
Damage ha suonato nel 1979 con The Accelerators con i Genocide ed i Verbal Abuse, prima che Glenn Danzig lo invitasse a far parte dei Misfits come l'ultimo di una lunga serie di batteristi.
Entra nel gruppo nell'ottobre 1983, poche settimane prima dello spettacolo di Halloween a Detroit. La sua prima apparizione con la band è anche considerato lo spettacolo d'addio della formazione horror punk. Completamente ubriaco prima del concerto, non era in grado di suonare, così che Doyle lo accompagnò fuori dal palco prima della fine del concerto. Todd Swalla dei Necros lo sostituì per il resto dello spettacolo.
Dopo i Misfits, Brian rimase a New York e suonò con Hellbent, The Kretins, The Hellhounds, The Skulls, Angels In Vain, Princess Pang, Raging Slab e The Diamondbacks.
Successivamente sì trasferì a Los Angeles, dove ha vissuto fino alla morte, dove suonò o registro con Wink, Pressurehed, Baron Jive, Sylvain Sylvain, The Light Bachwood Movement, Link Protrudi And The Jaymen, Paul Inman, Marioux, Low Pop Suicide, 3 Day Wheely, Bortek, Susanna Hoffs, Doppler, The Fuzztones e Tramdriver.
Ha anche suonato dal vivo con Kathy Fisher (con Drew Ross), Sages & Seers (con due componenti dei Fuzztones), African Violet (con Rita D'Albert), Tim Harrington, $100 Band (con Drew Ross e Gary Eaton), Jason Falkner, Woozy e Dave Vanian and the Phantom Chords, ed ha registrato demo con Zoe Poledouris And Bubble Gun (con Teddy Thompson), Bijou Phillips, Swirl 360 (con Roger Manning), Tallulah, Marie Wilson, Michael Hately, Kim Richey, Billy Idol, Tom Anderson, Leah Andreone e Colony.
È scomparso nel 2010 a 46 anni a causa di un cancro.